# Раковіче (Августівський повіт)
Раковіче (пол. Rakowicze) — село в Польщі, у гміні Ліпськ Августівського повіту Підляського воєводства.
Населення — 174 особи (2011).
У 1975-1998 роках село належало до Сувальського воєводства.

## Демографія
Демографічна структура станом на 31 березня 2011 року:
|          | Загалом | Допрацездатний вік | Працездатний вік | Постпрацездатний вік |
| -------- | ------- | ------------------ | ---------------- | -------------------- |
| Чоловіки | 82      | 11                 | 48               | 23                   |
| Жінки    | 92      | 11                 | 38               | 43                   |
| Разом    | 174     | 22                 | 86               | 66                   |